# Partido Comunista Iraquiano - Comando Central
O Partido Comunista Iraquiano - Comando Central (Hizb al-Shuyu'i al-Iraqi - Al-Qiyadah al-Markaziyah, por vezes também traduzido para Partido Comunista Iraquiano - Comando Geral ou Partido Comunista Iraquiano - Direcção Geral) é o resultado de uma cisão do Partido Comunista Iraquiano.
Em meados dos anos 60, o regime de Abdul Salam Arif, apesar das violenta repressão contra os comunistas, aproximou-se da União Soviética e nacionalizou alguns sectores da economia, o que levou o PCI a considerar que o regime estava a evoluir no bom caminho; opondo-se à aproximação do partido a Arif (e mais tarde à aliança com o Baath), uma facção liderada por 'Aziz al-Hajj entrou em ruptura com o Comité Central, criando, em 1967, o "Comando Central" e organizando uma guerrilha no Sul do país, que veio a ser derrotada pelo exército nos anos 70. Militantes do PCI-CC também participaram em acções da Frente Democrática para a Libertação da Palestina.
Actualmente o PCI-CC opõe-se à presença norte-americana no Iraque, ao contrário de seu partido de origem, que apoiou a ocupação. O jornal Al-Ghad tende a veicular oficiosamente as posições do partido.